# Kaffe
Kaffe は、クリーンルーム設計のJava仮想マシンである。Javaプラットフォームの実行環境を提供するのに必要な Java Platform, Standard Edition の API とツールのサブセットを備えている。他のフリーなJava仮想マシンの多くと同様、Kaffe はクラスライブラリとして GNU Classpath を利用している。
Kaffe は商用実装の仮想マシンよりも非常に性能が悪いが、小型で移植性に優れている。サン・マイクロシステムズのリファレンス実装の JVM に比較すると、Kaffe は非常に小型であり、組み込みシステムにとっては魅力的である。様々なマイクロプロセッサ向けにジャストインタイムコンパイル方式を実装しており、70 以上のプラットフォームに移植されている。組み込みシステム向けの SuperH から、IBM のメインフレーム System z までカバーしていて、PlayStation 2上でも動作する。
Kaffe は自由ソフトウェアであり、GNU General Public License (GPL) でライセンスされている。世界中のプログラマによって開発されている。開発者はメーリングリストの他に、IRC irc.freenode.org の #kaffe チャンネルで会話することが多い。
Kaffe とは、デンマーク語、ノルウェー語、スウェーデン語で「コーヒー」を意味する。Java がジャワコーヒーに由来していることから、この名称が選ばれた。